# پنس (کانزاس)
پنس (به انگلیسی: Pence) یک منطقهٔ مسکونی در ایالات متحده آمریکا است که در شهرستان اسکات، کانزاس واقع شده‌است. پنس ۹۵۴٫۹۵ متر بالاتر از سطح دریا واقع شده‌است.